# Matin
Pour les articles homonymes, voir Matin (homonymie).

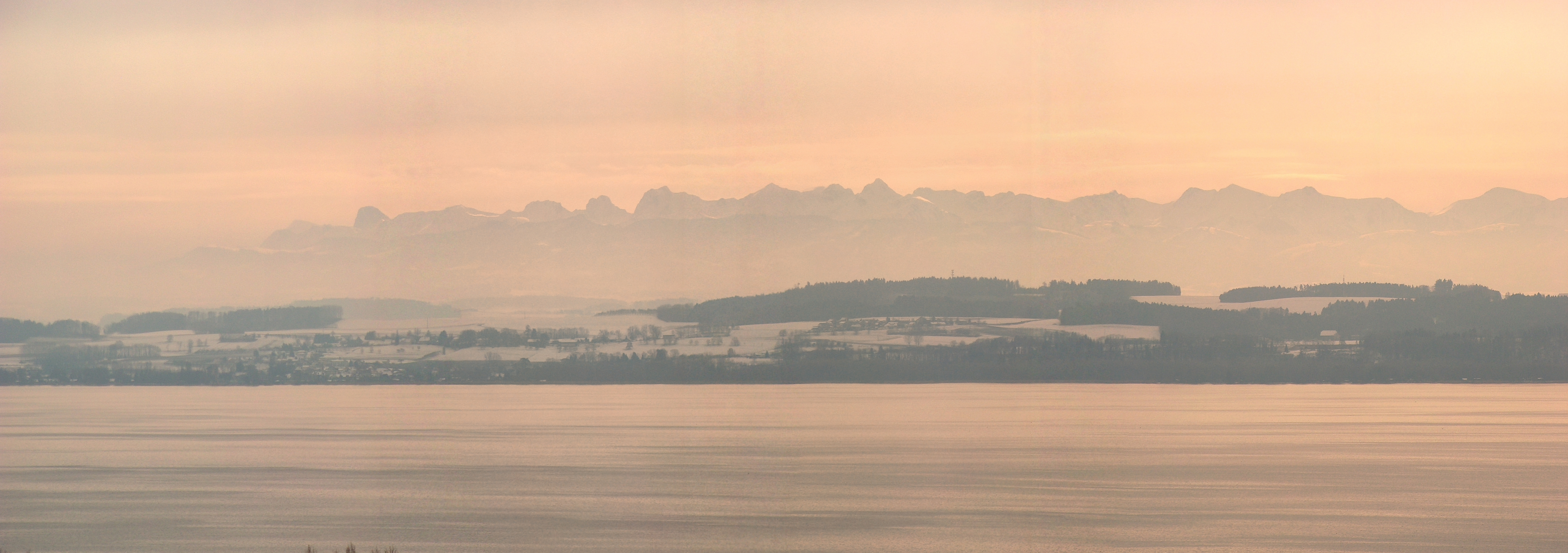
Ambiance d'un petit matin

Le matin est la période de la journée située entre le début de l'aube, aussi appelée « petit matin » et midi. 
Par extension et pour une meilleure compréhension on utilise dans la langue française le terme « du matin » dans les indications horaires (ex. « cette nuit, à une heure du matin ») relatives à la portion de la journée comprise entre minuit et midi.

## Étymologie
Le terme vient du latin matutinum, signifiant littéralement « le temps du matin », lui-même dérivé du mot mater, la mère

## Sens figuré et expressions
Le mot matin est employé comme synonyme de commencement dans l'expression « le matin de la vie », et d'introduction à la découverte dans le titre du roman le Matin des magiciens, ou dans l'émission musicale le matin des musiciens. Il est synonyme de jour dans l'expression « un beau matin ». 
De bon matin a le sens de « tôt dans le matin ».
Dans l'expression au petit matin, le « petit matin » désigne l'aube.
De nombreux journaux, faisant paraître originellement leur édition dans la première partie de la journée, ont repris ce terme dans leur nom, Le Matin.  Une Matinale désigne un format d'émission télévisée ou radiophonique intervenant en première partie de matinée

## Synonyme
Matinée est un quasi-synonyme de matin dans son premier sens, à cette exception près que matinée peut désigner un moment de l'après-midi, lorsqu'on donne des horaires d'un spectacle.

## Dérivés
Matutinal est un double dérivé du latin matutinum. Il peut être synonyme de matinal (qui appartient au matin) ou de « provenant de la femme », dans l'expression un don matutinal, qui est le don fait par une femme à son mari.

## Liturgie des heures
Des phases spécifiques de la liturgie des Heures sont associées au petit matin et au matin.